# Туристичка организација Бијељина
| Туристичка организација Бијељина |                                              |
|                                  |                                              |
| Оснивач:                         | Град Бијељина                                |
| Основано:                        | 2. октобар 2003.                             |
| Седиште:                         | Кнеза Милоша 30, · Бијељина Република Српска |
| Веб презентација                 | https://www.bijeljinaturizam.com/            |
| Контакт:                         | +387 55 224 510                              |

Туристичка организација Бијељина основана је Одлуком Скупштине општине Бијељина, 2. октобра 2003. године, ради вршења послова развоја, очувања и заштите туристичких вредности на територији општине Бијељина.

## Основна делатност
- промоција туризма јединице локалне самоуправе,[3]
- унапређивања и промоције изворних вредности града Бијељине, као што су традиција, обичаји, етнолошко благо,
- стварања претпоставки за валоризацију туристичких ресурса града,
- сарадња и координација са привредним субјектима који обављају туристичку делатност или остале делатности које су директно или индиректно повезане са туристичком делатношћу, ради заједничког договарања, утврђивања и спровођења политике развоја туризма и његове промоције у оквиру стратегије развоја града,
- промоција и организовање културних, уметничких, спортских и других скупова и манифестација које доприносе развоју туристичке понуде града.

## Задаци Туристичке организације
- подстицање развоја подручја града или општине која нису укључена или су недовољно укључена у туристичку понуду града,
- подстицања и организација активности усмерених на заштити и одржању културно-историјских споменика и других материјалних добара од интереса за туризам и њихово укључивање у туристичку понуду,
- организовања акција у циљу очувања и унапређивања туристичког простора и заштите животне средине на подручју града.
- израде програма и планова промоције туризма у складу са стратегијом промоције туризма и програмских активности ТОРС-а,
- реализовања програма боравка студијских група, пружање осталих сервисних информација и услуга туристима,
- о-сарадње са удружењима, невладиним организацијама из области туризма,
- сарадње са другим туристичким организацијама у Републици Српској,

## Услуге Туристичке организације
- обраде података о броју и структури туриста на подручју града, и на подручју Туристичке организације у целости, те прикупљање и обрада свих других показатеља битних за праћење извршења постављених циљева и задатака и то најмање једном у шест мјесеци на годишњем нивоу,
- спровођења анкета и других истраживања у циљу утврђивања оцене квалитета туристичке понуде на територији града или општине.
- израде извјештаја о извршењу задатака, анализа и оцена остварења програма рада и финансијског плана Туристичке организације града,
- израде извјештаја и информација за потребе ТОРС-а
- учествовања у дефинисању циљева и политике развоја на нивоу града,
- прикупљања података за потребе информисања туриста,
- посредовања у пружању услуга физичких лица у сеоском домаћинству, као и у пружању услуга физичких лица у изнајмљивању апартмана, соба и кућа,
- обезбјеђивања и израде информативно-пропагандног материјала којим се промовишу туристичке вриједности јединице локалне самоуправе као штампане публикације, аудио и видео промотивни материјал, промоција путем веб портала, сувенири, презентације и
- сарадње са надлежним органом града или општине при одређивању радног времена угоститељских објеката на територији јединице локалне самоуправе и друге послове од интереса за промоцију туризма на подручју града или општине у складу са посебним прописима.

## Манифестације
- Златни котлић Семберије
- Савска регата
- Вишњићеви дани
- Базар зимнице и рукотворина
- Сајам женског предузетништва